# Primula denticulata
Primula denticulata is een plant uit de sleutelbloemfamilie. 
De plant is 20-40 cm hoog. De bloemen kunnen wit, blauw, roze of purperrood zijn. 
De bloeiperiode valt in april en mei. De bladeren zijn licht behaard, getand en lancetvormig. Ze is waarschijnlijk via vele tussensoorten uit Primula auricula ontstaan.
De cultivar met witte bloemen wordt Primula denticulata 'Alba' genoemd.
Deze primula houdt evenals de andere soorten uit dit geslacht van een halfvochtige, halfbeschaduwde standplaats. De soort kan toegepast worden als tuinplant.
... · P. auricula (Aurikel) · 
P. beesiana · 
P. bulleyana · 
P. clusiana · 
P. denticulata ·  
P. elatior (Slanke sleutelbloem) · 
P. farinosa · 
P. florindae · 
P. glutinosa (Kleverige sleutelbloem) · 
P. hirsuta · 
P. japonica · 
P. minima (Dwergsleutelbloem) · 
P. nutans · 
P. rosea · 
P. scandinavica · 
P. scotica · 
P. sieboldii · 
P. stricta · 
P. veris (Gulden sleutelbloem) · 
P. vulgaris (Stengelloze sleutelbloem) · ...